# چارلز هارتسهورن
چارلز هارتسهورن (زاده ۵ ژوئن ۱۸۹۷ – درگذشته ۹ اکتبر ۲۰۰۰) فیلسوف آمریکایی که تمرکزاش در درجه اول برفلسفه و متافیزیک است. وی ایده نئوکلاسیک از خدا را بسط داد و برهانی موجه بر اثبات وجود خدا ارائه کرد که گسترش برهان انتولوژیک سنت آنسلم بود.

## حیات علمی و عملی
هارتسهورن پس از این که در دانشگاه هاروارد مشغول به کار شد به عنوان استاد تمام فلسفه در دانشگاه شیکاگو کارش را ادامه داد(۱۹۲۸–۱۹۵۵) او همچنین عضو دانشکده الهیات دانشگاه شیکاگو بود. او پس از آن در دانشگاه آموری تدریس کرد(۱۹۵۵–۶۲) و به دنبال آن دوران بازنشستگی اش را در دانشگاه تگزاس گذراند. وی آخرین مقاله اش را در سن ۹۶سالگی منتشر کرد و آخرین سخنرانی اش را در سن ۹۸ سالگی به انجام رساند.علاوه بر فعالیت علمی طولانی هارتسهورن در سه دانشگاه قبلی، وی به عنوان سخنران مخصوص یا استاد مدعو دانشگاه استنفورد، دانشگاه واشینگتن، دانشگاه ییل، دانشگاه فرانکفورت، دانشگاه ملبورن و دانشگاه کیوتو منصوب شده بود وی همچنین به عنوان رئیس انجمن متافیزیک آمریکا در سال ۱۹۵۵ منصوب شد. او همچنین به عنوان عضوی از آکادمی آمریکایی هنرها و علوم در سال ۱۹۷۵ انتخاب شد.

## افراد تأثیر گذار بر وی
هارتسهورن اعتراف می‌کند که تا حدود بسیاری تحت تأثیر متیو آرنولد (ادبیات و عقیده جزمی)، رساله‌های امرسون، چارلز سندرز پیرس، و علی‌الخصوص آلفرد نورث وایتهد است.